# Coração Neolítico das Órcades
O Coração Neolítico das Órcades refere-se a um grupo de monumentos do Período Neolítico em Mainland, uma das ilhas das Órcades, Escócia. O nome foi usado pela UNESCO quando inscreveu a região como Patrimônio Mundial, em 1999.
O local é formado por quatro partes:
1. Maeshowe - um único monumento mortuário e uma tumba de passagem, alinhada a uma câmara central iluminada durante o solstício de inverno.. Construída pelos viquingues que deixaram uma das mais vastas coleção de inscrições rúnicas do mundo.[1]
2. Pedras de Steness - quatro vestígios megalíticos de um henge, sendo a maior de 6 metros de altura.[2][3]
3. Círculo de Brodgar - um círculo de pedra de 104 metros de diâmetro, originalmente formado por 60 pedras dispostas em formato circular, com mais de 3 metros de altura e 10 metros de largura, formando um monumento do tipo henge. Acredita-se que foi feito com cerca de 80.000 homens-hora de construção..[4][5]
4. Skara Brae - aglomerado de 10 casas, sendo a vila Neolítica mais bem preservada do Norte da Europa.[6]

O Ness de Brodgar é um sítio arqueológico entre o Cìrculo de Brodgar e as Pedras de Steness que nos mostra evidências de casas, decorações em pedra, grandes muralhas de pedras com fundações e uma grande construção chamada de "catedral Neolítica".